# 高橋留美子劇場
『高橋留美子劇場』（たかはしるみこげきじょう）は、高橋留美子が『ビッグコミックオリジナル』に不定期掲載している読み切り漫画のシリーズタイトル。2003年にテレビアニメ、2009年にはラジオドラマが新日曜名作座内にて、2012年にはプレミアムドラマ枠にて放送された。

## 概要
1987年の「浪漫の商人」から、掲載月は前後するが、ほぼ毎年一作のペースでコンスタントに発表されている。
2003年夏に全13話でアニメ化作品が、テレビ東京系列にて深夜放送された（「第1シリーズ」と呼ばれる）。続編で「人魚シリーズ」をアニメ化し、同枠で「高橋留美子劇場 人魚の森」全11話（第2シリーズと呼ばれる）が放送された。（主演声優は山寺宏一、高山みなみ）
アニメ作品では『高橋留美子劇場』のタイトルは、基本的には第1シリーズのみだが、両シリーズの共通タイトルとして用いることもある。
高橋留美子作品で過去に主役・準主役を務めた声優陣の多くが起用されている。

## 単行本
6作ごとに単行本化された。
基本的に加筆・修正が加わることはないが、5巻目収録の「死ねばいいのに」のみ雑誌掲載時から題名が変更されている（詳細は下記）。
1. 「Pの悲劇 高橋留美子傑作集」1994年1月29日発行、ISBN 4-09-184721-8
新版 2003年6月30日、ISBN 978-4-09-187051-3
掲載作品 - 「Pの悲劇」「浪漫の商人」「ポイの家」「鉢の中」「百年の恋」「Lサイズの幸福」
2. 「専務の犬 高橋留美子傑作集」1999年5月29日発行、ISBN 4-09-184722-6
新版 2003年6月30日発行、ISBN 978-4-09-187052-0
掲載作品 - 「専務の犬」「迷走家族F」「君がいるだけで」「茶の間のラブソング」「おやじローティーン」「お礼にかえて」
3. 「赤い花束 高橋留美子傑作集」 2005年6月30日発行、ISBN 4-09-182795-0
新版 2009年10月30日発行、ISBN 978-4-09-187052-0
掲載作品 - 「日帰りの夢」「おやじグラフィティ」「義理のバカンス」「ヘルプ」「赤い花束」「パーマネント・ラブ」
4. 「運命の鳥 高橋留美子傑作集」2011年7月15日発行、ISBN 978-4-09-183887-2
新版 2015年7月17日発行、ISBN 978-4-09-187136-7
掲載作品 - 「ポジティブ・クッキング」「年甲斐もなく」「運命の鳥」「しあわせリスト」「隣家の悩み」「事件の現場」
5. 「魔女とディナー 高橋留美子傑作集」2019年9月18日発行、ISBN 978-4-09-860432-6
掲載作品 - 「魔女とディナー」「やましい出来事」「死ねばいいのに[″注″ 1]」「不定形ファミリー」「㊙ルネッサンス」「私のスカイ」
6. 「金の力 高橋留美子傑作集」2024年4月3日発行、ISBN 978-4-09-862671-7
掲載作品 - 「ふたりの家」[1]「きみはNo.1」[2]「嫌なランナー」[3]「昔の女」[4]「Sに捧ぐ」[5]「金の力」[6]

### 単行本未収録作品
- 理想の娘（2024年[7]）
- 秘密をキープ（2025年[8]）

## テレビアニメ
高橋留美子劇場（第1シリーズ）は、テレビ東京系列で、2003年7月5日から同年9月27日まで、毎週土曜24時50分から25時20分の時間帯で全13話が放送。なお、原作にはない「あるエピソードの登場キャラが、他エピソードにカメオ出演する」というお遊び要素が追加した。
テレビ東京系列以外では、2014年7月4日深夜よりKBS京都で、2015年3月30日より千葉テレビ放送の月曜19時台アニメ枠で、2016年10月4日より12月27日まで毎週火曜0時からサンテレビで、2018年2月2日より6月15日まで中京テレビ放送で、第1シリーズがそれぞれ再放送された。
「第2シリーズ」は人魚シリーズ（アニメ版）の項を参照。

### スタッフ（アニメ）
- 監督 - 西森章
- キャラクターデザイン - をがわいちろを、とみながまり
- デザインワークス - かわむらあきお
- 美術監督 - 大橋由佳、徳田俊之
- 美術設定 - 泉寛
- 色彩設計 - 吉岡みゆき、伊藤貴子
- 撮影監督 - 樋口哲治
- 編集 - 岡田輝満
- 音響監督 - 浦上靖夫
- 音響効果 - 横山正和
- 音楽制作 - AGENT-MR
- 音楽プロデュース - 永岡昌憲（Prime direction）
- 文芸担当 - 飯沢洋子
- 制作担当 - 石山桂一
- エグゼクティブプロデューサー - 吉岡昌仁
- プロデューサー - 小林教子、西村政行
- 製作 - テレビ東京、トムス・エンタテインメント

### 主題歌
オープニングテーマ「つづれおり」
作詞 - カナコ / 作曲 - ショーコ / 編曲・歌 - speena
エンディングテーマ「さよなら」
作詞・作曲 - 熊谷尚武 / 編曲 - KUMACHI&原田末秋 / 歌 - KUMACHI

### 各話リスト
| 話数 | サブタイトル              | 脚本     | 絵コンテ       | 演出           | 作画監督                | 主な出演声優 | 放送日        |
| ---- | ------------------------- | -------- | -------------- | -------------- | ----------------------- | --- | ------------- |
| 1    | Pの悲劇                   | 吉村元希 | 西森章         | 喜多幡徹       | をがわいちろを          | - 羽賀裕子：玉川紗己子 - 筧：林原めぐみ - ピット〈ペンギン〉：永澤菜教 - 羽賀浩太：南央美 - 筧ひろし：堀絢子 - 裕子の夫：高木渉 - 美津江：池澤春菜                                    | 2003年 7月5日 |
| 2    | 浪漫の商人（あきんど）    | 笹野恵   | 西森章         | 吉村章         | とみながまり            | - 緑：雪野五月 - 別当：山口勝平 - おばちゃん：高山みなみ - おっちゃん：八奈見乗児 - 老紳士：秋元羊介 - 老婦人：佐久間なつみ - 圭一：松本保典                                          | 7月12日       |
| 3    | おやじローティーン        | 中瀬理香 | かわむらあきお | かわむらあきお | かわむらあきお          | - 古田年男：神谷明 - 和子：杉山佳寿子 - 稔：山口勝平 - 絵美理：雪野五月 | 7月19日       |
| 4    | 鉢の中                    | 吉村元希 | 奥脇雅晴       | 池田重隆       | をがわいちろを 日向正樹 | - 浅川幸恵：林原めぐみ - 利根川：井上喜久子 - 利根川の義母：片岡富枝 - 利根川の夫：松本保典 - 幸恵の夫：高木渉                                                                        | 7月26日       |
| 5    | 迷走家族F（ファイヤー）   | 笹野恵   | 名村英敏       | 久城りおん     | 岩佐裕子                | - 不破はづき：皆口裕子 - はづきの父：島田敏 - はづきの母：幸田直子 - 不破翔平：林原めぐみ - 愛崎先輩：山口勝平 - 愛崎先輩の彼女：西原久美子 - 女将婆さん：愛河里花子 - 医者：中嶋聡彦 | 8月2日        |
| 6    | 君がいるだけで            | 中瀬理香 | 喜多幡徹       | 喜多幡徹       | とみながまり            | - 堂本：大塚周夫 - アッチャラー：潘恵子 - 細田：矢田稔 - 澄代：達依久子 - ナレーション：永井一郎                                                                                      | 8月9日        |
| 7    | 百年の恋                  | 吉村元希 | 大宅光子       | 村上将         | かわむらあきお          | - 星野りさ：江森浩子 - 小泉：雪野五月 - 高根沢：松本保典 - 伊達：高木渉 | 8月16日       |
| 8    | お礼にかえて              | 笹野恵   | 西澤晋         | 後信治         | 本橋秀之                | - 小鳩：雪野五月 - 白鳥：富沢美智恵 - 鵜飼：滝沢ロコ - 鴨下：倉田雅世 - 九ちゃん：高木渉 - 子供：百々麻子                                                                             | 8月23日       |
| 9    | 茶の間のラブソング        | 中瀬理香 | 吉村章         | 吉村章         | をがわいちろを          | - 田所：矢田耕司 - 牧子：山口奈々 - ひとみ：池澤春菜 - 小田切：石田彰 | 8月30日       |
| 10   | ポイの家                  | 吉村元希 | 喜多幡徹       | 喜多幡徹       | とみながまり            | - 広岡律子：渡辺久美子 - 広岡良夫：松本保典 - 部長：仲木隆司 - 部長夫人：一城みゆ希                                                                                                   | 9月6日        |
| 11   | 日帰りの夢                | 笹野恵   | 奥脇雅晴       | 村上将         | かわむらあきお          | - 東雲：神谷明 - 東雲の妻：折笠愛 - ツヨシ：大谷育江 - 志摩：島本須美 - シマちゃん：白石冬美 - 田嶋：中村大樹 - 小田：まるたまり - 学生時代の級友：石田彰                             | 9月13日       |
| 12   | Lサイズの幸福（しあわせ） | 中瀬理香 | 西森章         | 西森章         | 岩佐裕子                | - 華子：高島雅羅 - 加代子：京田尚子 - 隆一：飛田展男 - 座敷童：神代知衣 - 幼い隆一：百々麻子                                                                                          | 9月20日       |
| 13   | 専務の犬                  | 吉村元希 | 西森章         | 吉村章         | をがわいちろを          | - 小暮松子：折笠愛 - 小暮祐二：子安武人 - カンナ：平野文 - 由布子：豊嶋真千子 - 甲介：まるたまり - 祭田：加門良 - 奥方：真柴摩利 - ゴージャス〈犬〉：高木渉                           | 9月27日       |

## ラジオドラマ
2009年7月19日 - 9月6日にかけてNHKラジオ第一『新日曜名作座』内にて高橋留美子劇場をベースにしたラジオドラマ高橋留美子短編集として全8回放送した。

### スタッフ（ラジオドラマ）
- 原作 - 高橋留美子
- 脚色 - 横山玲子

## テレビドラマ
2012年7月8日・7月15日、NHK BSプレミアム「プレミアムドラマ」枠にて『赤い花束』と『運命の鳥』の2編が放送された。ストーリーは再構成されており、『赤い花束』は「赤い花束」「鉢の中」「迷走家族Ｆ（ファイヤー）」の3作品、『運命の鳥』は「運命の鳥」「専務の犬」「君がいるだけで」の3作品を元にしている。

### キャスト（テレビドラマ）
赤い花束
- 吉本一 - 小日向文世
- 吉本珠代 - 原田美枝子
- 海野ナツコ - 山田まりや
- 利根川幸恵 - 片岡礼子
- 不破一郎 - 杉本哲太
- 不破はづき - 吉永淳
- 鳥居秀司 - 村上淳
- 逢坂じゅん、押谷かおり、木内義一、ひろみどり、千草英子、興津正太郎、相川結、津波古太輝、田村ツトム、久野麻子、宮川サキ、寺下貞信、中川浩三、谷口知輝、渡辺知晃、今西彩

運命の鳥
- 鳥居秀司 - 村上淳
- 小暮さとみ - 水野美紀
- カンナ - 井上和香
- 小暮惣一 - 桂吉弥
- 祭田勝 - 東幹久
- 堂本克己 - 綿引勝彦

ほか

### スタッフ（テレビドラマ）
- 原作 - 高橋留美子
- 脚本 - オカモト國ヒコ
- 音楽 - 小林洋平
- 制作著作 - NHK大阪放送局